# 카레 클린트

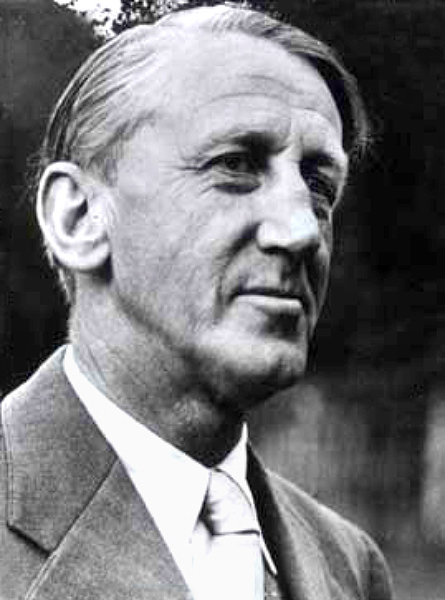

카레 클린트(Kaare Klint, 1888년 12월 15일 ~ 1954년 3월 28일)는 덴마크의 우수한 가구디자인을 개척한 디자이너이다.
원래 소박한 질감과 전아한 형태를 가진 덴마크의 가구에는 빈의 가구공예가 끼친 영향을 볼 수 있었는데 이와 나란히 클린트는 그러한 가구공예에 디자인 근대화를 추진하였다. 그는 처음 화가로 출발하였으나 1920년대에 건축과 디자인 분야로 전환하였다.
그가 디자이너로서 착안한 것은 찬장·책장·책상 등 물품을 넣어 두는 가구인데 그는 수납물(收納物)의 수량과 치수 따위를 신중하게 계산하여 이와 같은 가구의 표준화를 꾀하였다. 1924년 코펜하겐 미술학교에서 가구과(家具科)의 강의를 담당하여 기능주의 이념에 입각한 가구디자인을 지도하였다.
현대에서 눈부신 발전을 한 덴마크 가구는 오히려 반기능주의적인 친밀감이 넘치는 디자인이 특색으로 되어 있으나, 그 근본에는 클린트가 지도한 바와 같은 근대적인 기능을 고려한 구조 이념이 숨겨져 있다.

## 문헌
- Harkær, Gorm: Kaare Klint, 2010, Copenhagen: Klintiana, Vol 1: 660 p., Vol 2: 160 p. ISBN 978-87-994184-2-8.